# Pieter Hendrik van Zuylen van Nijevelt
Pieter Hendrik baron van Zuylen van Nijevelt (Kampen, 1 juli 1782 - Utrecht, 25 januari 1825) was een Nederlandse generaal. Tijdens de napoleontische tijd diende hij aan zowel Franse als geallieerde kant. Hij nam deel aan de Slag bij Waterloo in 1815.

## Leven en werk
Pieter Hendrik van Zuylen van Nijevelt was een telg van het Rotterdamse regentengeslacht Van Zuylen van Nijevelt. Hij was de oudste zoon van Philip Julius van Zuylen van Nijevelt en Clara Helena de Wacker van Son. Net als zijn vader koos hij voor een carrière in het leger. Hij nam deel aan de slag bij Waterloo en raakte daar gewond. Hij werd benoemd tot ridder in de Militaire Willems-Orde (derde klasse) en bereikte de eindrang van generaal-majoor bij de cavalerie.
In 1817 huwde hij een nicht, Susanna Martha van Zuylen van Nijevelt (1787-1831). Ze vestigden zich in Luxemburg waar hij de Nederlandse militaire commandant werd. Na zijn vertrek uit Luxemburg ging hij in Utrecht wonen, waar hij een huis aan de Plompetorengracht betrok. Daar stierf hij in 1825, op 42-jarige leeftijd — een jaar voor de dood van zijn vader.
Zijn zoon Julius van Zuylen van Nijevelt (1819-1894), geboren in Luxemburg, volgde zijn grootvader op als graaf. Hij was voorzitter van de Nederlandse ministerraad van 1866 tot 1868.